# Maria Helena da Rocha Pereira
Maria Helena Monteiro de la Roca Pereira (Cedofeita, Porto, 3 de setembre de 1925 - 10 d'abril de 2017) fou una especialista portuguesa en estudis clàssics (cultura grega i llatina).
Cursà estudis de filologia clàssica a la Facultat de Lletres de la Universitat de Coimbra, i a la Universitat de Oxford, on va ser deixebla d'E. R. Dodds, Rudolf Pfeiffer i John Beazley, doctorant-se per la Universitat de Coimbra el 1956, amb una tesi sobre les Concepções helénicas de felicidade no além: de Homero a Platão. (Concepcions hel·lèniques de felicitat en el més enllà: d'Homer a Plató). A part de la seva tasca docent a les universitats de Porto i de Coimbra, és autora d'una extensa obra, tant de traducció com de monografies i articles enciclopèdics. És membre efectiva (actualment emèrita), "Classe de Letras", de l'Academia das Ciências de Lisboa des de 1991.

## Obres
- Eurípides. Medeia. Traducció de Maria Helena da Rocha Pereira. Imprensa de Coimbra.1ª edição. 1991.
- Estudos de História da Cultura Clássica I Volume. Fundação Calouste Gulbenkian.2009
- Estudos de História da Cultura Clássica II Volume. Fundação Calouste Gulbenkian.2002
- A Civilização Romana. Pierre Grimal. Editora: Edições 70. Ano: 2009

## Premis
- 1989: Prémio P.E.N. Clube Português de Ensaio, per l'obra Novos ensaios sobre temas clássicos na poesia portuguesa
- 2003: Prémio Jacinto do Prado Coelho del Centro Português da Associação Internacional de Críticos Literários, per l'assaig Portugal e a herança clássica e outros textos.
- 2006: Prémio Trofeu Latino, de la União Latina.
- 2006: Prémio Universidade de Coimbra.
- 2008: Prémio de Cultura Padre Manuel Antunes.[3]
- 2010: Grande Prémio Vida Literária APE/CGD.